# Chronotope
Le chronotope, du grec χρόνος (« temps ») et τόπος (« espace ») est une notion philologique proposée par le théoricien de la littérature Mikhaïl Bakhtine, qui recouvre les éléments de description spatiaux et temporels contenus dans un récit fictionnel ou non : le lieu et le moment sont réputés solidaires,,,.

## Présentation
Le concept de chronotope relève de la pensée du postformalisme russe, une remise en question du formalisme russe à la lumière de la pensée postmoderniste.
Mikhaïl Bakhtine analyse les œuvres littéraires en cherchant les relations entre l’individu et la société, et entre les idées et le langage. Pour Bakhtine, le roman est le genre qui permet la meilleure analyse du discours social. À travers le concept de chronotope qu'il forge, il vise à étudier comme un tout les relations spatiales et temporelles dans la littérature, tout en suivant les propositions d’autres théories scientifiques. Cette approche systématiquement chronotopique de la littérature le conduit à en étudier certains cas, comme les châteaux mystérieux dans le roman gothique ou la petite ville de province que Flaubert a configurée.
Pour Bakhtine, l’idée de chronotope s’inscrit dans une double dynamique : celle du monde réel, tel qu’il se présente dans certaines circonstances historiques, dont les caractéristiques spatio-temporelles offrent des matériaux pour les représentations littéraires ; et, d’autre part, les représentations de ce monde façonnées culturellement dans la littérature, qui à leur tour ont une incidence sur la société réceptrice.
Bakhtine fait référence à ces deux dynamiques, celle du cosmos réel qui motive ou crée le texte et celle du cosmos créé par l'œuvre elle-même : « C'est pourquoi nous pouvons appeler ce monde, le monde que génère le texte. [...] Des chronotopes réels de ce monde créateur, du monde représenté dans l'œuvre (dans le texte), ». Les deux mondes ont des statuts ontiques différents mais entrent dans une dialectique sémiotique de sorte que « l'œuvre et le monde représenté en elle s'incorporent au monde réel et l'enrichissent, ».